# إيه سي ميلان في كرة القدم الدولية
رابطة ميلان المحدودة لكرة القدم (بالإيطالية: Associazione Calcio Milan SpA)‏ ، وغالباً ما يعرف اختصاراً باسم إيه سي ميلان (بالإنجليزية: A.C. Milan)‏ أو الميلان فقط، هو نادي كرة قدم إيطالي محترف، تأسس بتاريخ 16 ديسمبر 1899 بمدينة ميلانو في إقليم لومبارديا في إيطاليا، على يد الإنجليزي هيربرت كيلبن. يعرف الفريق بلونيه الأسود الأحمر، ويشتهر في إيطاليا بلقب «الروسونيري» (بالإيطالية: Rossoneri) (بالعربية: الأحمر والأسود). ويلعب الفريق حاليّاً في دوري الدرجة الأولى الإيطالي لكرة القدم.
يُعتبر إيه سي ميلان من أنجح الأندية في العالم حيث حصد 18 لقباً على مستوى القارة الأوروبية وعلى مستوى العالم متساوياً مع بوكا جونيورز، حيث حقق الميلان لقب دوري أبطال أوروبا 7 مرات، متأخراً عن ريال مدريد بستة القاب، وفاز بلقب كأس العالم للأندية، أو كما كان يُسمّى قديماً «كأس الإنتركونتيننتال» 4 مرات. وفاز بلقب كأس السوبر الأوروبي 5 مرات، بينما فاز مرتين بلقب كأس الكؤوس الأوروبية  ليصبح اجمالي بطولاته القارية 18. أما من ناحية التصنيف الأوربي فيحتل المرتبة الثالثة عشر على مستوى الفرق الأوروبية، وفقاً لتصنيف الاتحاد الأوروبي لكرة القدم، معتمدا على النتائج التي حققها في المسابقات الأوروبية في السنوات الخمس الأخيرة.
وإذا كان إيه سي ميلان الثالث عالمياً فهو يأتي الثاني في إيطاليا بعد يوفنتوس، حيث استطاع حصد لقب الدوري الإيطالي 19 مرة. وكذلك فاز الفريق بكأس إيطاليا خمس مرات وبكأس السوبر الإيطالي سبع مرات. ومع هذا، فقد هبط إيه سي ميلان إلى دوري الدرجة الثانية (serie B)، أولها عام 1980 بأمر من المحكمة على خلفية فضيحة التلاعب في نتائج المباريات - التي أطلق عليها "توتونيرو" - والثانية على أرض الملعب عام 1982. كان إيه سي ميلان يُعد الفريق الوحيد الذي استطاع أن يحصد المراكز الثلاثة الأولى في سباق الحصول على الكرة الذهبية في عاميّ 1988 و1989، وقد كان بطل هذا السباق هو ماركو فان باستن قبل أن يتمكن فريق برشلونة من تحقيق الإنجاز ذاته في سنة 2010. يُعتبر إيه سي ميلان أكثر الفرق الإيطالية جماهيريةً والخامس أوروبياً وفقاً لبحوث أجرتها صحيفة لا ريبوبليكا إيطالية في شهر أغسطس من عام 2007.

## السجل العام

### مع المسابقة
آخر تحديث 18 فبراير 2025.
| المنافسة                             | لعب | فوز | تعادل | خسارة | له  | عليه | +/-  |
| ------------------------------------ | --- | --- | ----- | ----- | --- | ---- | ---- |
| كأس أوروبا/دوري أبطال أوروبا         | 283 | 138 | 71    | 74    | 457 | 274  | +183 |
| كأس الكؤوس الأوروبية                 | 30  | 17  | 10    | 3     | 47  | 19   | +28  |
| كأس الاتحاد الأوروبي/الدوري الأوروبي | 107 | 56  | 23    | 28    | 184 | 111  | +73  |
| كأس السوبر                           | 12  | 7   | 3     | 2     | 13  | 11   | +2   |
| كأس الإنتركونتيننتال                 | 10  | 4   | 1     | 5     | 17  | 15   | +2   |
| كأس العالم للأندية                   | 2   | 2   | 0     | 0     | 5   | 2    | +3   |
| المجموع                              | 444 | 224 | 108   | 112   | 723 | 431  | +292 |

## البطولات
| البطولات                     | الألقاب | السنوات                                  |
| ---------------------------- | ------- | ---------------------------------------- |
| كأس أوروبا/دوري أبطال أوروبا | 7       | 1963، 1969، 1989، 1990، 1994، 2003، 2007 |
| كأس السوبر الأوروبي          | 5       | 1989، 1990، 1994، 2003، 2007             |
| كأس الكؤوس الأوروبية         | 2       | 1968، 1973                               |
| كأس لاتينا                   | 2       | 1951، 1956                               |
| كأس أوروبا الوسطى            | 1       | 1982                                     |
| كأس الإنتركونتيننتال         | 3       | 1969، 1989، 1990                         |
| كأس العالم للأندية           | 1       | 2007                                     |